# 1932 w muzyce
Wydarzenia muzyczne w 1932 roku.

## Wydarzenia
- 14 stycznia – prawykonanie koncertu fortepianowego G-dur Maurice’a Ravela. Orkiestrą Lamoureux dyrygował sam kompozytor, a solistką była Marguerite Long.

## Urodzili się
- 1 stycznia
  - Giuseppe Patanè, włoski dyrygent (zm. 1989)
  - Janusz Żełobowski, polski śpiewak operetkowy (zm. 2016)
- 2 stycznia – Bogdan Pawłowski, polski kompozytor, aranżer, dyrygent i pedagog
- 6 stycznia – Yves Gérard, francuski muzykolog (zm. 2020)
- 8 stycznia – Ada Biell, właśc. Adela Henryka Biel-Czekalla, polska piosenkarka (zm. 2021)
- 11 stycznia – János Gonda, węgierski pianista jazzowy (zm. 2021)
- 12 stycznia – Des O’Connor, brytyjski prezenter telewizyjny, wokalista i komik (zm. 2020)
- 14 stycznia – Grady Tate, amerykański perkusista i piosenkarz hard bopowy i soul jazzowy (zm. 2017)
- 15 stycznia – Enrique Raxach, holenderski kompozytor hiszpańskiego pochodzenia
- 16 stycznia – Henryk Wojnarowski, polski dyrygent
- 19 stycznia – Rena Rolska, polska piosenkarka i aktorka (zm. 2024)
- 20 stycznia – King Coleman, amerykański piosenkarz i muzyk rhythm and bluesowy (zm. 2010)
- 23 stycznia – James Rado, amerykański aktor, reżyser, dramaturg i kompozytor; współautor musicalu Hair (zm. 2022)
- 25 stycznia – Constance Weldon, amerykańska tubistka (zm. 2020)
- 26 stycznia – Clement Dodd, jamajski producent muzyki reggae (zm. 2004)
- 31 stycznia – Rick Hall, amerykański producent nagrań (zm. 2018)
- 5 lutego
  - Paweł Kowol, polski dyrygent i kompozytor (zm. 2017)
  - Mirosław Niziurski, polski kompozytor i krytyk muzyczny, profesor sztuk muzycznych, rektor Wyższej Szkoły Pedagogicznej w Kielcach (1987–1990) (zm. 2015)
- 7 lutego
  - Melpomeni Nelaj, albańska śpiewaczka operowa (sopran) (zm. 1981)
  - Olga Sawicka, polska tancerka i choreograf (zm. 2015)
- 8 lutego – John Williams, amerykański kompozytor, głównie muzyki filmowej, dyrygent i pianista
- 9 lutego – Herbert Deutsch, amerykański kompozytor i pedagog, pionier muzyki elektronicznej (zm. 2022)
- 18 lutego – Tadeusz Kaczyński, polski muzykolog, krytyk muzyczny, autor książek, patriota (zm. 1999)
- 24 lutego
  - Majia Kristalinska, rosyjska wokalistka estradowa; Zasłużona Artystka RFSRR (1974) (zm. 1985)
  - Michel Legrand, francuski kompozytor teatralny i filmowy, dyrygent, aranżer, autor piosenek, pianista jazzowy (zm. 2019)
- 25 lutego
  - Andrzej Chodkowski, polski muzykolog, pedagog, publicysta
  - Augusto Polo Campos, peruwiański kompozytor (zm. 2018)
  - Houston Wells, brytyjski piosenkarz country (zm. 2013)
- 26 lutego – Johnny Cash, amerykański wokalista i multiinstrumentalista (zm. 2003)
- 27 lutego – Roger Boutry, francuski kompozytor i dyrygent (zm. 2019)
- 28 lutego
  - Don Francks, kanadyjski aktor, wokalista i muzyk jazzowy (zm. 2016)
  - Włodzimierz Lech Puchnowski, polski akordeonista, założyciel Warszawskiego Kwintetu Akordeonowego (zm. 2014)
- 29 lutego – Reri Grist, amerykańska śpiewaczka operowa (sopran koloraturowy)
- 1 marca
  - Antoni Studziński, polski perkusista jazzowy, muzyk zespołu Melomani (zm. 2023)
  - Ryszard Wrzaskała, polski kompozytor, aranżer, dyrygent, pianista, autor tekstów piosenek, pedagog (zm. 2018)
- 4 marca – Miriam Makeba, południowoafrykańska piosenkarka (zm. 2008)
- 5 marca – Andre Hajdu, izraelski kompozytor (zm. 2016)
- 7 marca – Stefan Sutkowski, polski muzykolog, oboista, twórca Warszawskiej Opery Kameralnej (zm. 2017)
- 11 marca
  - Atle Hammer, norweski trębacz jazzowy (zm. 2017)
  - Leroy Jenkins, amerykański skrzypek jazzowy, kompozytor (zm. 2007)
- 12 marca – Don Drummond, jamajski puzonista i kompozytor, muzyk sesyjny, współzałożyciel i autor wielu kompozycji zespołu The Skatalites (zm. 1969)
- 13 marca – Ryszard Sewer-Słowiński, polski aktor i śpiewak (zm. 1993)
- 14 marca – Mark Murphy, amerykański piosenkarz jazzowy (zm. 2015)
- 15 marca – Balduin Sulzer, austriacki duchowny katolicki i kompozytor (zm. 2019)
- 21 marca – Joseph Silverstein, amerykański skrzypek i dyrygent (zm. 2015)
- 22 marca – Leo Welch, amerykański muzyk bluesowy (zm. 2017)
- 24 marca – Christiane Eda-Pierre, francuska śpiewaczka operowa (sopran koloraturowy) (zm. 2020)
- 28 marca – Eugeniusz Rudnik, polski kompozytor współczesny, inżynier elektronik i reżyser dźwięku (zm. 2016)
- 31 marca – John Mitchinson, angielski śpiewak operowy (tenor) (zm. 2021)
- 1 kwietnia – Debbie Reynolds, amerykańska aktorka, piosenkarka i tancerka (zm. 2016)
- 2 kwietnia
  - Wilhelm Krzystek, polski puzonista, profesor sztuk muzycznych (zm. 2020)
  - James Phelps, amerykański muzyk R’n’B (zm. 2010)
- 8 kwietnia – John Kinsella, irlandzki kompozytor muzyki klasycznej (zm. 2021)
- 9 kwietnia – Carl Perkins, amerykański piosenkarz i gitarzysta związany z gatunkami country i rock and roll (zm. 1998)
- 10 kwietnia – Kishori Amonkar, indyjska wokalistka (zm. 2017)
- 12 kwietnia – Tiny Tim, amerykański piosenkarz, gitarzysta, historyk muzyki amerykańskiej (zm. 1996)
- 13 kwietnia – Abdel Karim al Kabli, sudański piosenkarz folkowy, poeta, kompozytor, autor piosenek (zm. 2021)
- 14 kwietnia
  - Loretta Lynn, amerykańska piosenkarka country (zm. 2022)
  - D.L. Menard, amerykański gitarzysta, piosenkarz i performer (zm. 2017)
- 18 kwietnia – Naděžda Kniplová, czeska śpiewaczka operowa (sopran) (zm. 2020)
- 21 kwietnia – Slide Hampton, amerykański puzonista jazzowy, kompozytor i aranżer (zm. 2021)
- 22 kwietnia
  - Michael Colgrass, kanadyjski kompozytor muzyki klasycznej, perkusjonista, pedagog (zm. 2019)
  - Isao Tomita, japoński muzyk, kompozytor, multiinstrumentalista, twórca muzyki elektronicznej (zm. 2016)
- 26 kwietnia – Francis Lai, francuski kompozytor muzyki filmowej (zm. 2018)
- 27 kwietnia – Marujita Díaz, hiszpańska aktorka i piosenkarka (zm. 2015)
- 28 kwietnia – Marek Kopelent, czeski kompozytor muzyki poważnej (zm. 2023)
- 2 maja – Bogdan Loebl, polski poeta, prozaik, publicysta autor słuchowisk oraz tekstów piosenek bluesowych
- 5 maja – Aurel Stroe, rumuński kompozytor (zm. 2008)
- 8 maja – Carlo Cossutta, włoski śpiewak operowy (tenor) (zm. 2000)
- 9 maja – Andrzej Bianusz, polski poeta, prozaik, scenarzysta, satyryk, autor tekstów piosenek
- 12 maja – Umberto Bindi, włoski piosenkarz i kompozytor (zm. 2002)
- 14 maja – Bob Johnston, amerykański producent muzyczny (zm. 2015)
- 16 maja – Redd Holt, amerykański perkusista jazzowy i soulowy (zm. 2023)
- 21 maja – Zdzisław Pucek, polski kompozytor, instrumentalista, pedagog, wydawca
- 28 maja – Neil Black, angielski oboista (zm. 2016)
- 29 maja – Alan Shorter, amerykański trębacz freejazzowy (zm. 1988)
- 30 maja – Pauline Oliveros, amerykańska akordeonistka i kompozytorka (zm. 2016)
- 31 maja – Bogusław Madey, polski kompozytor współczesnej muzyki poważnej, dyrygent, pianista i pedagog (zm. 2004)
- 2 czerwca – Bedros Kirkorow, bułgarski piosenkarz (zm. 2025)
- 4 czerwca – Bill Mack, amerykański piosenkarz country, autor piosenek, prezenter radiowy, laureat Nagrody Grammy (zm. 2020)
- 6 czerwca – Derek Rencher, angielski tancerz baletowy (zm. 2014)
- 7 czerwca – Tina Brooks, amerykański saksofonista jazzowy (zm. 1974)
- 12 czerwca – Mimi Coertse, południowoafrykańska śpiewaczka operowa (sopran)
- 18 czerwca – Sérgio Ricardo, brazylijski muzyk, kompozytor, reżyser filmowy (zm. 2020)
- 21 czerwca – Lalo Schifrin, właśc. Boris Claudio Schifrin, argentyński kompozytor żydowskiego pochodzenia, pianista i dyrygent (zm. 2025)
- 23 czerwca – Richard Burnett, brytyjski pianista (zm. 2022)
- 24 czerwca
  - George Gruntz, szwajcarski pianista jazzowy, organista, klawesynista, keyboardzista i kompozytor (zm. 2013)
  - Heli Lääts, estońska piosenkarka (zm. 2018)
- 27 czerwca
  - Anna Moffo, amerykańska sopranistka operowa pochodzenia włoskiego (zm. 2006)
  - Magali Noël, francuska aktorka i piosenkarka (zm. 2015)
- 1 lipca – Adam Harasiewicz, polski pianista
- 7 lipca – Joe Zawinul, austriacki pianista jazzowy i kompozytor (zm. 2007)
- 10 lipca – Maureen Guy, brytyjska śpiewaczka operowa (mezzosopran) (zm. 2015)
- 11 lipca – Alex Hassilev, amerykański muzyk folkowy, wokalista, gitarzysta i bandżysta (zm. 2024)
- 12 lipca – Kazimierz Rozbicki, polski kompozytor, dyrygent, pedagog i publicysta (zm. 2018)
- 13 lipca – Per Nørgård, duński kompozytor i teoretyk muzyki (zm. 2025)
- 14 lipca – Del Reeves, amerykański piosenkarz country (zm. 2007)
- 16 lipca – John Chilton, brytyjski trębacz jazzowy (zm. 2016)
- 17 lipca
  - Niccolò Castiglioni, włoski pianista, kompozytor i pisarz (zm. 1996)
  - Wojciech Kilar, polski pianista i kompozytor muzyki poważnej, twórca muzyki filmowej, dyrygent (zm. 2013)
  - Paul Myers, brytyjski producent nagrań muzyki klasycznej (zm. 2015)
- 21 lipca – Kaye Stevens, amerykańska piosenkarka i aktorka (zm. 2011)
- 27 lipca – George Newson, angielski kompozytor i pianista (zm. 2024)
- 1 sierpnia – Jerzy Tatarak, polski saksofonista i klarnecista jazzowy (zm. 2019)
- 2 sierpnia
  - John Cohen, amerykański muzyk folkowy i muzykolog (zm. 2019)
  - Marvin David Levy, amerykański kompozytor operowy (zm. 2015)
- 3 sierpnia – Kenneth Bowen, walijski śpiewak operowy (tenor) (zm. 2018)
- 7 sierpnia – Franciszek Woźniak, polski kompozytor, pianista i pedagog (zm. 2009)
- 8 sierpnia – Mel Tillis, amerykański piosenkarz country (zm. 2017)
- 10 sierpnia – Alexander Goehr, brytyjski kompozytor pochodzenia niemieckiego (zm. 2024)
- 12 sierpnia – Siergiej Słonimski, rosyjski muzykolog, pianista, kompozytor (zm. 2020)
- 21 sierpnia – Melvin Van Peebles, amerykański reżyser, pisarz, scenarzysta, kompozytor oraz dramaturg (zm. 2021)
- 27 sierpnia
  - François Glorieux, belgijski dyrygent, pianista, kompozytor (zm. 2023)
  - Joy Webb, angielska pianistka i wokalistka gospel (zm. 2023)
- 31 sierpnia – Willy Hautvast, holenderski klarnecista, dyrygent i kompozytor (zm. 2020)
- 1 września – Władysław Bartkiewicz, współtwórca i organizator festiwali opolskich (zm. 2009)
- 4 września – Joe Viera, niemiecki saksofonista jazzowy, pedagog (zm. 2024)
- 6 września – Hiroyuki Iwaki, japoński dyrygent i perkusista (zm. 2006)
- 8 września – Patsy Cline, amerykańska piosenkarka country (zm. 1963)
- 9 września
  - Nedda Casei, amerykańska śpiewaczka operowa (mezzosopran) (zm. 2020)
  - Jerzy Morawski, polski muzykolog (zm. 2023)
- 10 września – Stefan Wyczyński, polski muzyk ludowy, animator kultury (zm. 2020)
- 13 września – Bronius Kutavičius, litewski kompozytor (zm. 2021)
- 18 września – Jean-Michel Defaye, francuski kompozytor, pianista, dyrygent i aranżer (zm. 2025)
- 20 września – Jean-Marie Londeix, francuski saksofonista (zm. 2025)
- 25 września
  - Glenn Gould, kanadyjski kompozytor i pianista (zm. 1982)
  - Anatolij Sołowjanenko, ukraiński śpiewak operowy (tenor) (zm. 1999)
- 26 września – Giacomo Manzoni, włoski kompozytor
- 27 września
  - Mario Bertoncini, włoski kompozytor i pianista (zm. 2019)
  - Lucjan Kaszycki, polski kompozytor, aranżer, publicysta muzyczny (zm. 2021)
  - Jane Taylor – amerykański fagocista, muzyk zespołu Dorian Quintet (zm. 2012)
- 1 października – Albert Collins, amerykański gitarzysta bluesowy (zm. 1993)
- 2 października – Marine Jaszwili, gruzińska, radziecka i rosyjska skrzypaczka i pedagog (zm. 2012)
- 5 października – Jerzy Pakulski, polski pianista jazzowy, kompozytor, pedagog muzyczny (zm. 2004)
- 9 października – Alfons Kontarsky, niemiecki pianista i pedagog (zm. 2010)
- 11 października – Dottie West, amerykańska piosenkarka country i autorka tekstów (zm. 1991)
- 15 października – Jaan Rääts, estoński kompozytor i pedagog (zm. 2020)
- 18 października – Vytautas Landsbergis, litewski polityk i muzykolog
- 20 października – Michael McClure, amerykański poeta, dramaturg, autor piosenek i powieściopisarz (zm. 2020)
- 21 października – Zofia Chechlińska, polska muzykolog, profesor nauk humanistycznych
- 28 października – Eugeniusz Rudnik[1], polski kompozytor, inżynier elektronik i reżyser dźwięku, pionier muzyki elektronicznej i elektroakustycznej w Polsce (zm. 2016)
- 2 listopada
  - Sonny Knowles, irlandzki piosenkarz (zm. 2018)
  - Sława Przybylska, polska piosenkarka
- 6 listopada – Stonewall Jackson, amerykański piosenkarz, gitarzysta i muzyk country (zm. 2021)
- 7 listopada – Stanislav Martiš, słowacki śpiewak operowy (tenor) (zm. 2019)
- 10 listopada
  - Paul Bley, kanadyjski pianista i kompozytor jazzowy (zm. 2016)
  - Richard Oesterreicher, austriacki dyrygent i muzyk jazzowy (zm. 2023)
- 15 listopada
  - Petula Clark, brytyjska piosenkarka, pianistka, aktorka i kompozytorka
  - Clyde McPhatter, afroamerykański piosenkarz związany z gatunkiem rhythm and blues, leader grupy The Drifters (zm. 1972)
- 21 listopada – Pelle Gudmundsen-Holmgreen, duński kompozytor (zm. 2016)
- 22 listopada – Simone Langlois, francuska kompozytorka i piosenkarka
- 26 listopada – Kiane Zawadi, amerykański puzonista jazzowy (zm. 2024)
- 28 listopada
  - Gato Barbieri, argentyński saksofonista jazzowy i kompozytor (zm. 2016)
  - Ethel Ennis, amerykańska wokalistka jazzowa (zm. 2019)
- 29 listopada – John Gary, amerykański piosenkarz (zm. 1998)
- 3 grudnia – Corry Brokken, holenderska piosenkarka (zm. 2016)
- 4 grudnia – Tommy Morgan, amerykański harmonijkarz (zm. 2022)
- 5 grudnia – Little Richard, amerykański piosenkarz, pianista, pastor (zm. 2020)
- 6 grudnia – John Curro, australijski skrzypek, altowiolista, dyrygent (zm. 2019)
- 9 grudnia
  - Donald Byrd, amerykański trębacz jazzowy oraz rhythmandbluesowy (zm. 2013)
  - Billy Edd Wheeler, amerykański autor tekstów piosenek, performer, pisarz i artysta wizualny (zm. 2024)
- 10 grudnia – Bob Cranshaw, amerykański basista jazzowy (zm. 2016)
- 11 grudnia – Nancy Holloway, amerykańska piosenkarka jazzowa, aktorka (zm. 2019)
- 14 grudnia – Charlie Rich, amerykański piosenkarz country, autor tekstów i muzyk (zm. 1995)
- 16 grudnia – Rodion Szczedrin, rosyjski kompozytor i pianista
- 21 grudnia – Ilja Zeljenka, słowacki kompozytor (zm. 2007)
- 25 grudnia – Bonaldo Giaiotti, włoski śpiewak operowy (bas) (zm. 2018)
- 28 grudnia – Katy Bødtger, duńska piosenkarka (zm. 2017)

## Zmarli
- 19 stycznia – August Suzin, polski śpiewak operowy (tenor) (ur. 1899)
- 20 stycznia – Stanisław Konarzewski, polski organista, kompozytor, kapelmistrz (ur. 1855)
- 28 stycznia – Poldowski, właśc. Régine Wieniawski, brytyjska kompozytorka i pianistka pochodzenia belgijsko-polskiego, córka Henryka Wieniawskiego (ur. 1879)
- 22 lutego – Johanna Gadski, niemiecka śpiewaczka operowa (sopran) (ur. 1872)
- 1 marca – Frank Teschemacher, amerykański klarnecista i saksofonista jazzowy (ur. 1906)
- 3 marca – Eugen d’Albert, niemiecki kompozytor i pianista (ur. 1864)
- 6 marca – John Sousa, amerykański kapelmistrz i kompozytor marszów wojskowych i operetek (ur. 1854)
- 19 kwietnia – Władysław Rzepko, polski altowiolista, dyrygent i kompozytor (ur. 1854)
- 20 maja – Bubber Miley, amerykański trębacz i kornecista jazzowy (ur. 1903)
- 28 maja – Pascual Contursi, argentyński piosenkarz, gitarzysta, poeta; autor tekstów tanga argentyńskiego (ur. 1888)
- 7 czerwca – Emil Paur, austriacki dyrygent i skrzypek (ur. 1855)
- 9 czerwca – Natalia Janotha, polska kompozytorka i pianistka (ur. 1856)
- 23 lipca – Marie Delna, właśc. Marie Ledan, francuska śpiewaczka operowa (kontralt) (ur. 1875)
- 2 sierpnia – Aleksander Orłowski, polski muzyk i działacz plebiscytowy (ur. 1862)
- 20 sierpnia – Tadeusz Joteyko, polski kompozytor, dyrygent i pedagog (ur. 1872)
- 1 września – Irene Abendroth, austriacka sopranistka i pedagog muzyczna (ur. 1872)
- 13 września – Julius Röntgen, niemiecko-holenderski kompozytor muzyki klasycznej (ur. 1855)
- 14 września – Jean Cras, francuski kompozytor, oficer marynarki wojennej (ur. 1879)
- 26 września – Pierre Degeyter, francuski socjalista, pochodzenia belgijskiego, kompozytor amator (ur. 1848)
- 19 października – Arthur Friedheim, niemiecki pianista i kompozytor (ur. 1859)
- 1 grudnia – Amadeu Vives i Roig, hiszpański kompozytor (ur. 1871)
- 24 grudnia – Eyvind Alnæs, norweski kompozytor, pianista, organista i dyrektor chóru (ur. 1872)

Data dzienna nieznana
- Jan Karol Kapałka, polski skrzypek i dyrygent, działający w USA (ur. 1888)

## Muzyka poważna
- II Międzynarodowy Konkurs Pianistyczny im. Fryderyka Chopina